# Lisa Fonssagrives
Lisa Fonssagrives, née Lisa Birgitta Bernstone ou Lisa Anderson, également appelée Lisa Fonssagrives-Penn après son remariage au photographe de mode américain Irving Penn, est une mannequin suédoise née le 17 mai 1911 à Göteborg en Suède et morte le 4 février 1992 à New York. Elle est considérée comme le premier top model de l'histoire de la photographie de mode, commençant sa carrière dans les années 1930.

## Biographie
Elle est née en 1911 Lisa Anderson puis Lisa Birgitta Bernstone après le changement légal de patronyme entrepris par son père, semble-t-il à Uddevalla. Jeune, elle parcourt les musées en Europe. Élevée dans un milieu familial artistique, elle fait des études d'histoire des arts et de danse à Berlin dans l'école de Mary Wigman,. Sa pratique de la danse, jeune, lui donnera ce maintien de tête si particulier. Elle retourne en Suède à Stockholm et y ouvre une école de danse. Partie en France pour participer à une compétition, en 1933, elle y reste pour effectuer une carrière de danseuse. Dans une école de danse, elle rencontre puis travaille comme professeur de danse avec le Français Fernand Fonssagrives dont elle prend le nom en 1935 à la suite de son mariage. Abandonnant tous deux la danse, ils deviennent ces années-là, lui un important photographe et elle la première, top model,.
Entre-temps en 1936, le photographe Willy Maywald découvre Lisa Fonssagrives dans un ascenseur et lui propose de poser pour des chapeaux. Celle-ci n'a jamais posé mais accepte. Les tirages parviennent au Vogue français, et Horst P. Horst, qui dirige alors les studios du magazine, teste quelques photographies de Fonssagrives à la demande du magazine. Dès le lendemain après cet essai, elle pose à la demande du Vogue parisien.
Peu après, son mari Fernand a un accident l'empêchant de poursuivre sa carrière de danseur : Il est blessé au dos et Lisa Fonssagrives lui donne un Rolleiflex ; il commence à prendre des images, la photographiant tout le temps.
En mai 1939, elle est photographiée par Erwin Blumenfeld pour le Vogue français, parmi une vingtaine d'autres mannequins, au sommet de la tour Eiffel. 

### Rencontre avec Irving Penn
Lorsqu'elle se rend aux États-Unis juste avant la guerre, elle est déjà un top model. La guerre est déclarée durant son voyage, et elle décide de rester à New York et y devient photographe pour la presse, entre autres pour le Ladies' Home Journal.
Après la Seconde Guerre mondiale, elle est le mannequin attitré du couturier Christian Dior et travaille principalement pour l'édition américaine de Vogue. Son style hérité de la danse, doublé d'une réelle compréhension de chaque tenue qu'elle accapare à chaque fois personnellement, étudiant les poses préalablement, font de Lisa Fonssagrives un modèle « idéal » pour les photographes de mode,. Elle inspire et travaille avec les plus célèbres d'entre-eux : Horst, Hoyningen-Huene, Man Ray, Richard Avedon, Jean Moral, Louise Dahl-Wolfe, Norman Parkinson… et bien sûr Irving Penn qu'elle rencontre à la fin des années 1940,. Alors que le photographe travaille sur des portraits à Londres, elle se marie à Marylebone avec lui, au milieu de l'année 1950, après avoir divorcé l'année précédente de Fernand Fonssagrives. Après une fille née en 1941, Mia Fonssagrives-Solow connue plus tard comme sculptrice et créatrice de bijoux, elle a un fils, Tom Penn. Entre-temps, elle fait la couverture du Time du 19 septembre 1949 qui titre son article « Billion-Dollar Baby » et indique : « Penn a bien raison d'être aux anges. Son modèle est la reine de ce monde étrange […] C'est Lisa Fonssagrives, le modèle le mieux payé et le plus applaudi de toute la haute couture ». 
Au milieu des années 1950, tout en prenant des cours de dessin, elle devient un temps styliste, créant vêtements et lingerie,. Dans les années 1960, après avoir arrêté sa carrière de mannequin quelques années auparavant, elle devient sculptrice dans la maison des Penn à Long Island et est représentée par la galerie Marlborough Fine Art (en) de Manhattan,. Elle et son mari voyagent alors régulièrement.
Elle apparaît fréquemment dans les pages du Vanity Fair (1913) (en) dans sa version originale, du Vogue américain et autres éditions dont elle fait environ 200 couvertures,, ou d'Harper's Bazaar, mais à la fin des années 1940, elle est le premier mannequin à faire la couverture du magazine Time, en septembre 1949 dans lequel elle déclare : « C'est la robe qui importe, jamais, jamais la fille. je ne suis qu'un bon cintre. » Durant cette même période, elle est payée pratiquement le double du salaire habituel des mannequins de l'époque,. 
Elle meurt à New York début 1992 en ayant été, d'après Alexander Liberman des Éditions Condé Nast, le sujet des plus grandes photographies d'Irving Penn, et dont il précise qu'« il est difficile d'imaginer l'histoire de la photographie de mode sans penser à Lisa Fonssagrives-Penn » ce que confirme David Seidner (en), auteur d'un ouvrage à son sujet, en des termes équivalents.

## Postérité
En 2024, la Maison européenne de la photographie lui consacre une exposition